# György Zala (Kanute)
György Zala (* 19. Januar 1969 in Budapest) ist ein ehemaliger ungarischer Kanute.

## Erfolge
György Zala nahm an drei Olympischen Spielen im Einer-Canadier auf der 1000-Meter-Strecke teil. Bei seinem Olympiadebüt 1992 in Barcelona erreichte er nach einem Sieg im Vorlauf und dank eines anschließenden vierten Platzes in seinem Halbfinale den Endlauf. Nach 4:07,35 Minuten erreichte er hinter dem siegreichen Bulgaren Nikolaj Buchalow sowie Ivans Klementjevs aus Lettland als Dritter die Ziellinie und sicherte sich damit die Bronzemedaille. Vier Jahre darauf qualifizierte sich Zala in Atlanta bei den Olympischen Spielen nach einem Sieg im Vorlauf direkt für das Finale. Erneut beendete er dieses auf dem Bronzerang, diesmal nach 3:56,366 Minuten. Lediglich der Tscheche Martin Doktor und erneut Ivans Klementjevs waren schneller als Zala gewesen. Bei den Olympischen Spielen 2000 in Sydney kam Zala im Vorlauf zunächst nicht über den siebten Platz hinaus, ehe er als Vierter im Halbfinale knapp den Einzug in den Endlauf verpasste.
Bei Weltmeisterschaften gewann Zala acht Medaillen. 1989 sicherte er sich in Plowdiw im Vierer-Canadier über 500 Meter ebenso die Silbermedaille wie 1990 in Posen im Einer-Canadier über 1000 Meter. Außerdem belegte er 1990 im Zweier-Canadier mit Attila Pálizs über 500 Meter den zweiten Platz. 1995 gewann er in Duisburg im Vierer-Canadier auf der 1000-Meter-Strecke seine dritte Silbermedaille. Mit Endre Ipacs folgte 1998 in Szeged im Zweier-Canadier über 1000 Meter der Gewinn der Bronzemedaille. Seine erfolgreichsten Weltmeisterschaften bestritt Zala 2001 in Posen. Im Vierer-Canadier gelangen ihm über 200 Meter und über 1000 Meter Titelgewinne, während er über 500 Meter Vizeweltmeister wurde. Im Vierer-Canadier war er außerdem auch bei Europameisterschaften auf der 1000-Meter-Strecke erfolgreich. 2000 wurde er in Posen Weltmeister und belegte 2001 in Mailand den zweiten Platz.